# Andrzej Żaki
Andrzej Julian Żaki (ur. 6 września 1923 w Świrzu koło Lwowa, zm. 4 stycznia 2017 w Krakowie) – polski archeolog, członek Polskiej Akademii Umiejętności.
Absolwent Uniwersytetu Jagiellońskiego w 1947 uzyskał tytuł magistra historii. Rok wcześniej został stypendystą Muzeum Archeologicznego Polskiej Akademii Umiejętności, następnie zaś pracował w Funduszu Odbudowy Nauki Polskiej. Uczestniczył wówczas w licznych badaniach wykopaliskowych, pełniąc równocześnie obowiązki inspektora do spraw zabytków archeologicznych na obszarach województw katowickiego, krakowskiego i rzeszowskiego. Prowadził wykopaliska w Przemyślu, Czorsztynie, Nowym Sączu, Wojniczu, Jadownikach odkrywając liczne zabytki z epoki przedromańskiej i romańskiej. W 1949 na Uniwersytecie im. Marii Curie-Skłodowskiej w Lublinie uzyskał stopień doktora na podstawie pracy "Początki kultury łużyckiej w dorzeczu górnej Wisły". W 1950 objął kierownictwo Stacji Archeologicznej na Wawelu, działającej w ramach Kierownictwa Badań nad Początkami Państwa Polskiego, aż do 1972 kierował tą placówką, niezależnie od formalnych przekształceń, jakim ona podlegała. Równocześnie z działalnością na Wawelu zainicjował program badań nad przedlokacyjnym Krakowem. W jego ramach przeprowadzone zostały wykopaliska przy kilku kościołach romańskich i gotyckich (św. św. Andrzeja, Jakuba, Marcina, Salwatora oraz Mariackim),
podsumowaniem zaś stała się wystawa „Kraków przedlokacyjny”, zorganizowana w 1959 z okazji 700-lecia lokacji Krakowa. Względy rodzinne spowodowały, że w latach 
1972–2002 przebywał na emigracji. Mieszkając od 1972 w Szwajcarii, Andrzej Żaki kontynuował zainteresowania archeologią gór. Prowadził badania nad osadnictwem pradziejowym i średniowiecznym w Alpach oraz studiował tamtejsze starożytne szlaki komunikacyjne. W latach 1973–1978 prowadził poszukiwania w peruwiańskiej strefie wysokogórskiej oraz badania wykopaliskowe. Współpracował z Uniwersytetem w Limie, jego zaś studia nad dawnym osadnictwem w krajach andyjskich są poważnym dokonaniem naukowym. Po zakończeniu badań w Peru Andrzej Żaki organizował wyprawy na wyspy Oceanu Spokojnego, między innymi na Wyspę Wielkanocną. W 1976 r. nawiązał współpracę z Polskim Uniwersytetem na Obczyźnie w Londynie. Wykładał tam archeologię i etnografię, był promotorem prac dyplomowych. W 1977 uzyskał tytuł profesora zwyczajnego. Jednym z jego najważniejszych dokonań naukowych stała się, zredagowana jeszcze przed powrotem do kraju, obszerna praca zbiorowa pt. "Święty Wojciech i jego czasy", opublikowana pod auspicjami Polskiej Akademii Umiejętności.
Założyciel czasopisma "Acta Archaeologica Carpathica", autor "Archeologii Małopolski wczesnośredniowiecznej".
Zmarł 4 stycznia 2017. Pochowany na Cmentarzu Salwatorskim w Krakowie, kwatera L-4-22.

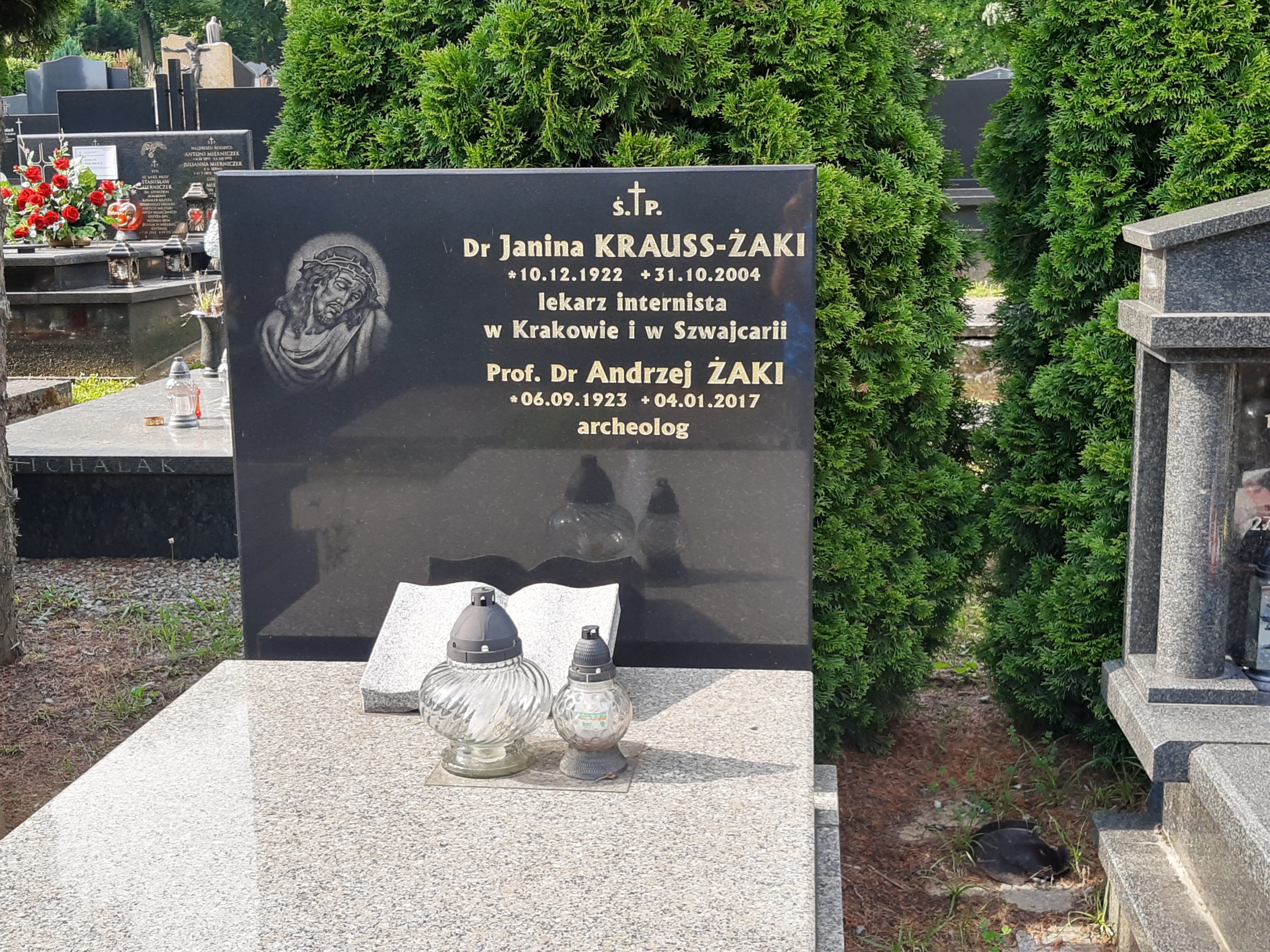
Grób prof. Andrzeja Żaki na Cmentarzu Salwatorskim

## Publikacje
- Początki Krakowa (1965)
- Wawel starożytny i średniowieczny w świetle wykopalisk
- Wędrówki Sącza (1974)
- Archeologia Małopolski wczesnośredniowiecznej (1974)
- Początki osadnictwa w Karpatach Polskich
- Dzieje Świrza – średniowiecze, współautor Józef Wyspiański
- Początki rozwoju kultury łużyckiej w dorzeczu górnej Wisły, Annales UMCS, t. 3, Lublin 1950